# Narcistische afweer
Narcistische afweer of narcistisch afweermechanisme is het proces waarbij het individu de geïdealiseerde aspecten van hem zelf overeind laat, maar de beperkingen ervan ontkent. Narcistische afweer treedt vaak op in combinatie met de neiging tot stijf en totalitair gedrag, waarbij, bewust of onbewust, gevoelens van schaamte en schuldgevoel een rol spelen.

## Herkomst
Narcistische afweer behoort tot de afweermechanismen die al vroeg in de jeugd ontstaan, afhankelijk van het stressniveau dat de persoon ervaart.
De mechanismen omvatten ontkenning, cognitieve dissonantie en projectie. Splitting, soms als zwart-witdenken omschreven, is een ander mechanisme dat deel uit maakt van narcisme: iedereen of elke situatie wordt gezien als geheel slecht of als geheel goed. Narcistische afweer met de typische overwaardering van zichzelf (egotisme) kan zich voordoen in elk stadium van ontwikkeling.

## Afweer sequentie
Een narcist doorloopt meestal een opeenvolging van afweermechanismes om pijnlijke gevoelens te ontladen totdat er een wordt gevonden die werkt:
1. Onbewuste verdringing
2. Bewuste ontkenning
3. Cognitieve dissonantie (inclusief overdrijving en minimalisering) en leugens
4. Psychologische projectie (iemand anders de schuld geven)
5. Codependentie (een beroep doen op iemand die zijn of haar vertekend beeld ondersteunt of ondergaat)